# Javi Gracia
Javier Gracia Carlos, detto Javi (Pamplona, 1º maggio 1970), è un allenatore di calcio ed ex calciatore spagnolo, di ruolo centrocampista.

## Carriera

### Giocatore

#### Club
Nativo di Pamplona, centrocampista, dal 1989 gioca per tre anni nel Bilbao Athletic, la squadra riserve dell'Athletic Bilbao, con cui non debutterà. Nel 1992 passa al UE Lleida, con cui realizza 12 gol in 38 partite di Segunda División, in un campionato chiuso con la promozione della squadra in Primera División dopo un'assenza di quarant'anni dalla massima categoria.
Nel 1993 viene acquistato dal Real Valladolid, squadra di massima serie in cui militerà per due anni prima di trasferirsi alla Real Sociedad, altra compagine della massima categoria, di cui vestirà la maglia per quattro anni. Nel 1999 torna in Segunda División, al Villarreal, aiutando la squadra a risalire in prima serie dopo un anno di assenza.
Dopo due altre stagioni e mezza nelle file del Villarreal in massima serie, nel febbraio 2003 passa al Córdoba, club di seconda categoria con cui chiude la carriera nel giugno seguente. Conta 229 presenze e 17 reti in Primera División.

#### Nazionale
Conta 3 presenze con la nazionale spagnola Under-20 e una presenza con la nazionale spagnola Under-21.

### Allenatore
La sua carriera di allenatore inizia nel 2004, come tecnico delle giovanili del Villarreal.
Il 27 luglio 2020 viene nominato allenatore del Valencia, alla cui guida subentra a Voro, che passa a ricoprire il ruolo di suo vice.
L'anno seguente sostituisce Xavi sulla panchina dell'Al-Sadd Sports Club in Qatar.
Il 21 febbraio 2023 ritorna in Inghilterra, venendo ingaggiato dal Leeds Utd fino al termine della stagione. Il 3 maggio seguente viene esonerato con la squadra al quart'ultimo posto in Premier League con 30 punti.

## Statistiche

### Statistiche da allenatore
Statistiche aggiornate al 30 aprile 2023. In grassetto le competizioni vinte.
| Stagione        | Squadra         | Campionato      | Campionato | Campionato | Campionato | Campionato | Coppe nazionali | Coppe nazionali | Coppe nazionali | Coppe nazionali | Coppe nazionali | Coppe continentali | Coppe continentali | Coppe continentali | Coppe continentali | Coppe continentali | Altre coppe | Altre coppe | Altre coppe | Altre coppe | Altre coppe | Totale | Totale | Totale | Totale | % Vittorie | Piazzamento |
| Stagione        | Squadra         | Comp            | G          | V          | N          | P          | Comp            | G               | V               | N               | P               | Comp               | G                  | V                  | N                  | P                  | Comp        | G           | V           | N           | P           | G      | V      | N      | P      | %          | Piazzamento |
| --------------- | --------------- | --------------- | ---------- | ---------- | ---------- | ---------- | --------------- | --------------- | --------------- | --------------- | --------------- | ------------------ | ------------------ | ------------------ | ------------------ | ------------------ | ----------- | ----------- | ----------- | ----------- | ----------- | ------ | ------ | ------ | ------ | ---------- | ----------- |
| 2016-2017       | Rubin           | PL              | 30         | 10         | 8          | 12         | KR              | 4               | 3               | 0               | 1               | -                  | -                  | -                  | -                  | -                  | -           | -           | -           | -           | -           | 34     | 13     | 8      | 13     | 38,24      | 9°          |
| gen.-giu. 2018  | Watford         | PL              | 14         | 4          | 3          | 7          | FACup           | 1               | 0               | 0               | 1               | -                  | -                  | -                  | -                  | -                  | -           | -           | -           | -           | -           | 15     | 4      | 3      | 8      | 26,67      | Sub. 14°    |
| 2018-2019       | Watford         | PL              | 38         | 14         | 8          | 16         | FACup+CdL       | 6+2             | 4+1             | 1+1             | 1+0             | -                  | -                  | -                  | -                  | -                  | -           | -           | -           | -           | -           | 46     | 19     | 10     | 17     | 41,30      | 11°         |
| lug.-set. 2019  | Watford         | PL              | 4          | 0          | 1          | 3          | CdL             | 1               | 1               | 0               | 0               | -                  | -                  | -                  | -                  | -                  | -           | -           | -           | -           | -           | 5      | 1      | 1      | 3      | 20,00      | Eson.       |
| Totale Watford  | Totale Watford  | Totale Watford  | 56         | 18         | 12         | 26         |                 | 10              | 6               | 2               | 2               |                    | -                  | -                  | -                  | -                  |             | -           | -           | -           | -           | 66     | 24     | 14     | 28     | 36,36      |             |
| 2020-mag. 2021  | Valencia        | PL              | 34         | 8          | 12         | 14         | CR              | 4               | 3               | 0               | 1               | -                  | -                  | -                  | -                  | -                  | -           | -           | -           | -           | -           | 38     | 11     | 12     | 15     | 28,95      | Eson.       |
| dic. 2021-2022  | Al-Sadd         | QSL             | 13         | 12         | 1          | 0          | EQC             | 3               | 2               | 0               | 1               | ACL                | 6                  | 2                  | 1                  | 3                  | -           | -           | -           | -           | -           | 22     | 16     | 2      | 4      | 72,73      | Sub. 1°     |
| feb.-mag. 2023  | Leeds Utd       | PL              | 11         | 3          | 2          | 6          | FACup+CdL       | 1+0             | 0+0             | 0+0             | 1+0             | -                  | -                  | -                  | -                  | -                  | -           | -           | -           | -           | -           | 12     | 3      | 2      | 7      | 25,00      | Sub., Eson. |
| Totale carriera | Totale carriera | Totale carriera | 144        | 51         | 35         | 58         |                 | 22              | 14              | 2               | 6               |                    | 6                  | 2                  | 1                  | 3                  |             | -           | -           | -           | -           | 172    | 67     | 38     | 67     | 38,95      |             |

## Palmarès

### Giocatore

#### Competizioni nazionali
- Segunda División: 1

Lleida: 1992-1993

### Allenatore

#### Competizioni nazionali
- Segunda División B: 2

Pontevedra: 2006-2007
Cadice: 2008-2009
- Campionato qatariota: 1

Al-Sadd: 2021-2022